# Franz Augsberger

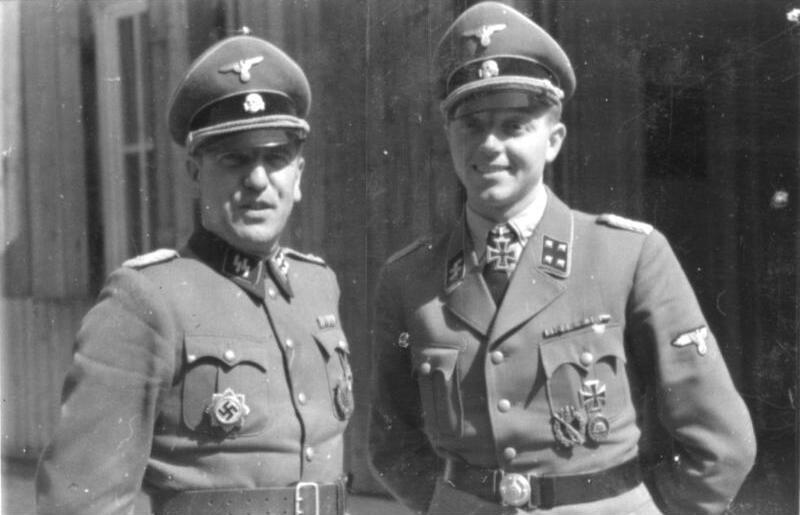
Franz Augsberger (links) und Fritz Klingenberg, 1943

Franz Xaver Josef Maria Augsberger (* 10. Oktober 1905 in Wien; † 19. März 1945 in Neustadt/Oberschlesien) war ein österreichischer SS-Brigadeführer und Generalmajor der Waffen-SS.

## Leben
Franz Augsberger wurde in Wien als Sohn eines Hoteliers geboren. Augsberger besuchte die Volks- und Realschule und anschließend einen einjährigen Lehrgang an der Militärakademie. Danach absolvierte er die Höhere Technische Schule Wien, die er mit der Matura abschloss. Es folgten Studien an der Akademie der bildenden Künste und der Technischen Hochschule Wien. Letztlich beendete er seine Berufsausbildung mit dem Grad eines qualifizierten Ingenieurs bzw. Architekten. Er arbeitete danach kurz als selbstständiger Architekt in Wien. Später verließ er Österreich für 18 Monate in Richtung Norwegen, wo er als Ingenieur arbeitete und gleichzeitig die norwegische Sprache erlernte.
1927 trat er dem Steirischen Heimatschutz bei. Da er dort als nicht sonderlich qualifiziert eingestuft wurde, verließ er diesen im Oktober 1930 und trat zum 31. desselben Monats der NSDAP bei (Mitgliedsnummer 360.700), im selben Monat trat er auch der SA bei. Von der SA wechselte er am 20. April 1932 zur Allgemeinen SS (SS-Nummer 139.528). Bis zum August 1933 war er Verantwortlicher für die NS-Propaganda in Wien und setzte sich nach dem Verbot der NSDAP in Österreich und dem Juliputsch ins Deutsche Reich ab, da er wegen Waffendiebstahls gesucht und später enteignet sowie ausgebürgert wurde. Augsberger wurde durch das SS-Hilfswerk in Dachau betreut und trat 1935 als SS-Unterscharführer in die SS-Verfügungstruppe ein. Danach absolvierte er einen Führerlehrgang an der SS-Junkerschule in Braunschweig und wurde zunächst als SS-Untersturmführer hauptamtlich für die SS tätig, u. a. im Rasse- und Siedlungshauptamt.
Zu Beginn des Jahres 1939 wechselt Augsberger zur SS-Standarte „Der Führer“, wo er auch nach dem Beginn des Zweiten Weltkrieges, bis 1940 blieb. Ab Oktober 1940 diente Augsberger als Führer der 3. Kompanie des Ersatz-Bataillons „Der Führer“. 1941 wurde er Bataillonskommandeur eines Verbandes der 6. SS-Gebirgs-Division „Nord“. Kurz darauf wurde er zur SS-Standarte „Westland“ versetzt, wo er die Führung einer Kompanie übernahm. Es folgte am 12. Dezember 1940 die Versetzung zum III. Bataillon der 11. SS-Freiwilligen-Panzergrenadier-Division „Nordland“.
Mit Verfügung Adolf Hitlers vom August 1942 wurde die Legion Estland, die spätere Estnische Freiwilligen-Brigade im September 1942 aufgestellt. Franz Augsberger übernahm am 20. Oktober 1942 das Kommando über die Brigade. Im Januar 1944 wurde die Brigade auf Divisionsstärke ausgebaut und erhielt die Bezeichnung 20. Estnische SS-Freiwilligen-Division, bzw. ab Mai 1944 20. Waffen-Grenadier-Division der SS (estnische Nr. 1). Einhergehend mit der Umgliederung zur Division erfolgte am 30. Januar 1944 die Beförderung zum SS-Oberführer sowie am 21. Juni 1944 zum SS-Brigadeführer und Generalmajor der Waffen-SS.
Januar 1945 wurde die Division in den Raum Oppeln in schwerste Kämpfe verwickelt. Als Augsberger im März 1945 zusammen mit seinem Adjutanten eine der drei Kampfgruppen anführte, die aus der Festung Oppeln auszubrechen versuchten, wurde er im März 1945 infolge einer Bombenexplosion in der Kaserne in Neustadt/Schlesien getötet.

## Auszeichnungen
- Eisernes Kreuz (1939) II. Klasse am 4. Juli 1941
- Finnisches Freiheitskreuz III. Klasse am 1. Dezember 1941
- Infanteriesturmabzeichen am 15. Januar 1942
- Deutsches Kreuz in Gold am 30. Mai 1942[5]
- Medaille Winterschlacht im Osten 1941/42 am 20. Juli 1942
- Eisernes Kreuz (1939) I. Klasse am 15. September 1942
- Finnisches Freiheitskreuz II. Klasse am 30. Januar 1943
- Nennung im Wehrmachtbericht am 9. März 1944
- Ritterkreuz des Eisernen Kreuzes am 8. März 1945[5]
- Ehrenblattspange des Heeres am 19. April 1945[5]